# Démographie du Portugal
Au 1er janvier 2019, le Portugal comptait 10 276 617 habitants.
Le développement démographique est caractérisé par trois tendances : une longévité croissante, un taux de natalité décroissant et une augmentation du pourcentage de la population venant d'immigration étrangère.
En l'absence d'immigration ou de rebond de la natalité, la population du Portugal pourrait passer de 11 à 4,5 d'ici 2100.

## Évolution de la population

### De 1960 à 2015
| Année | Population (au 1er janvier) | Naissances | Taux de natalité (‰) | Taux de fécondité (enfants par femme) | Décès   | Taux de mortalité (‰) | Taux de variation naturelle (‰) | Solde migratoire | Croissance démographique (‰) |
| ----- | --------------------------- | ---------- | -------------------- | ------------------------------------- | ------- | --------------------- | ------------------------------- | ---------------- | ---------------------------- |
| 1960  | 8 826 040                   | 213 895    | 24,1                 |                                       | 95 009  | 10,7                  | 13,4                            | −55 534          | 7,2                          |
| 1965  | 9 028 750                   | 210 299    | 23,4                 |                                       | 95 187  | 10,6                  | 12,8                            | −175 422         | - 6,7                        |
| 1970  | 8 697 610                   | 180 690    | 20,8                 |                                       | 93 093  | 10,7                  | 10,1                            | −121 955         | - 4,0                        |
| 1975  | 8 879 130                   | 179 648    | 19,8                 |                                       | 97 936  | 10,8                  | 9,0                             | 346 968          | 47,1                         |
| 1980  | 9 713 570                   | 158 309    | 16,2                 |                                       | 94 794  | 9,7                   | 6,5                             | 41 969           | 10,8                         |
| 1985  | 10 016 605                  | 130 450    | 13,0                 |                                       | 97 085  | 9,7                   | 3,3                             | −19 349          | 1,4                          |
| 1990  | 9 995 995                   | 116 321    | 11,7                 | 1,56                                  | 102 768 | 10,3                  | 1,4                             | −39 107          | - 2,6                        |
| 1995  | 10 008 659                  | 107 097    | 10,7                 | 1,41                                  | 103 475 | 10,3                  | 0,4                             | 31 412           | 3,5                          |
| 2000  | 10 249 022                  | 120 008    | 11,7                 | 1,55                                  | 105 364 | 10,2                  | 1,4                             | 67 108           | 7,9                          |
| 2005  | 10 494 672                  | 109 399    | 10,4                 | 1,41                                  | 107 464 | 10,2                  | 0,2                             | 15 381           | 1,6                          |
| 2010  | 10 573 479                  | 101 381    | 9,6                  | 1,39                                  | 105 953 | 10,0                  | - 0,4                           | 3 814            | - 0,1                        |
| 2015  | 10 374 822                  | 85 500     | 8,3                  | 1,31                                  | 108 539 | 10,5                  | - 2,2                           | −10 453          | - 3,2                        |

### Projection démographique
L'évolution probable de la taille et de la structure de la population fait l'objet d'une projection tenant compte des tendances actuelles de l'évolution de la population avec comme année de référence 2015 :
| Année | Population (au 1er janvier) - Projection de référence |
| ----- | ----------------------------------------------------- |
| 2020  | 10 209 628                                            |
| 2030  | 9 880 173                                             |
| 2040  | 9 553 608                                             |
| 2050  | 9 116 350                                             |
| 2060  | 8 552 352                                             |
| 2070  | 8 008 741                                             |
| 2080  | 7 579 557                                             |

## Organisation urbaine

### Zones métropolitaines
Selon le recensement de 2001, le Portugal a deux agglomérations significatives : La région métropolitaine de Lisbonne (3.34 million d'habitants) et la Région Littoral Urbaine-Métropolitaine du Nord ou (Agglomération Métropolitaine Porto) (2,99 million d'habitants).
Ces agglomérations les plus grandes sont distinctes des zones politiques métropolitaine de Lisbonne et de Porto - Grande Área Metropolitana de Lisboa et Grande Área Metropolitana do Porto. Ensemble elles contiennent 58 % de la population totale.

## Zones urbaines les plus grandes
Lorsque l'on considère le nombre d'habitants dans une seule zone urbaine cohérente, de facto les villes dans le Portugal continental, conformément à la nouvelle densité des constructions humaines, et excluant les zones rurales et en banlieue, le Portugal a deux villes d'environ un million d'habitants, dix autres de plus de 50 000 habitants et 14 villes qui ont une population comprise entre 40 000 et 20 000 habitants.

## Villes les plus grandes
Le Portugal compte 159 localités qui ont le statut de villes (cidade). Chaque ville est incluse dans une municipalité (município). Ci-dessous se trouve une liste du nombre d'habitants par ville, ce qui veut dire qu'elle se rapporte au nombre d'habitants exactement dans la ville, excluant les habitants de la même municipalité mais vivant en dehors de la zone urbaine de la cité, dans d'autres freguesias de la municipalité. Dans certains cas, toute la municipalité et la ville elle-même couvrent le même territoire.
| Rang | Nom de la ville   | Population | Zone métropolitaine                    | Sous-région          |
| ---- | ----------------- | ---------- | -------------------------------------- | -------------------- |
| 1    | Lisbonne          | 564 657    | Grande zone métropolitaine de Lisbonne | Grand Lisbonne       |
| 2    | Porto             | 263 131    | Grande zone métropolitaine de Porto    | Grand Porto          |
| 3    | Vila Nova de Gaia | 178 255    | Grande zone métropolitaine de Porto    | Grand Porto          |
| 4    | Amadora           | 175 872    | Grande zone métropolitaine de Lisbonne | Grand Lisbonne       |
| 5    | Braga             | 109 460    |                                        | Cávado               |
| 6    | Almada            | 101 500    | Grande zone métropolitaine de Lisbonne | Péninsule de Setúbal |
| 7    | Coimbra           | 101 069    |                                        | Bas Mondego          |
| 8    | Funchal           | 100 526    |                                        | Madère               |
| 9    | Setúbal           | 89 303     | Grande zone métropolitaine de Lisbonne | Péninsule de Setúbal |
| 10   | Agualva-Cacém     | 81 845     | Grande zone métropolitaine de Lisbonne | Grand Lisbonne       |
| 11   | Queluz            | 78 040     | Grande zone métropolitaine de Lisbonne | Grand Lisbonne       |
| 12   | Aveiro            | 55 291     |                                        | Basse Vouga          |
| 13   | Guimarães         | 52 181     |                                        | Ave                  |
| 14   | Odivelas          | 50 846     | Grande zone métropolitaine de Lisbonne | Grand Lisbonne       |
| 15   | Rio Tinto         | 47 695     | Grande zone métropolitaine de Porto    | Grand Porto          |
| 16   | Viseu             | 47 250     |                                        | Dão-Lafões           |
| 17   | Ponta Delgada     | 46 102     |                                        | Açores               |
| 18   | Matosinhos        | 45 703     | Grande zone métropolitaine de Porto    | Grand Porto          |
| 19   | Amora             | 44 515     | Grande zone métropolitaine de Lisbonne | Péninsule de Setúbal |
| 20   | Leiria            | 42 745     |                                        | Pinhal littoral      |
| 21   | Faro              | 41 934     |                                        | Algarve              |
| 22   | Évora             | 41 159     |                                        | Alentejo central     |
| 23   | Barreiro          | 40 859     | Grande zone métropolitaine de Lisbonne | Péninsule de Setúbal |
| 24   | Póvoa de Varzim   | 38 643     | Zone métropolitaine de Porto           | Grand Porto          |
| 25   | Ermesinde         | 38 270     | Zone métropolitaine de Porto           | Grand Porto          |
| 26   | Viana do Castelo  | 36 148     |                                        | Minho-Lima           |
| 27   | Maia              | 35 625     | Zone métropolitaine de Porto           | Grand Porto          |
| 28   | Covilhã           | 34 772     |                                        | Cova da Beira        |
| 29   | Portimão          | 32 433     |                                        |                      |
| 30   | Castelo Branco    | 30 649     |                                        | Beira intérieure Sud |

## Population

### Immigration

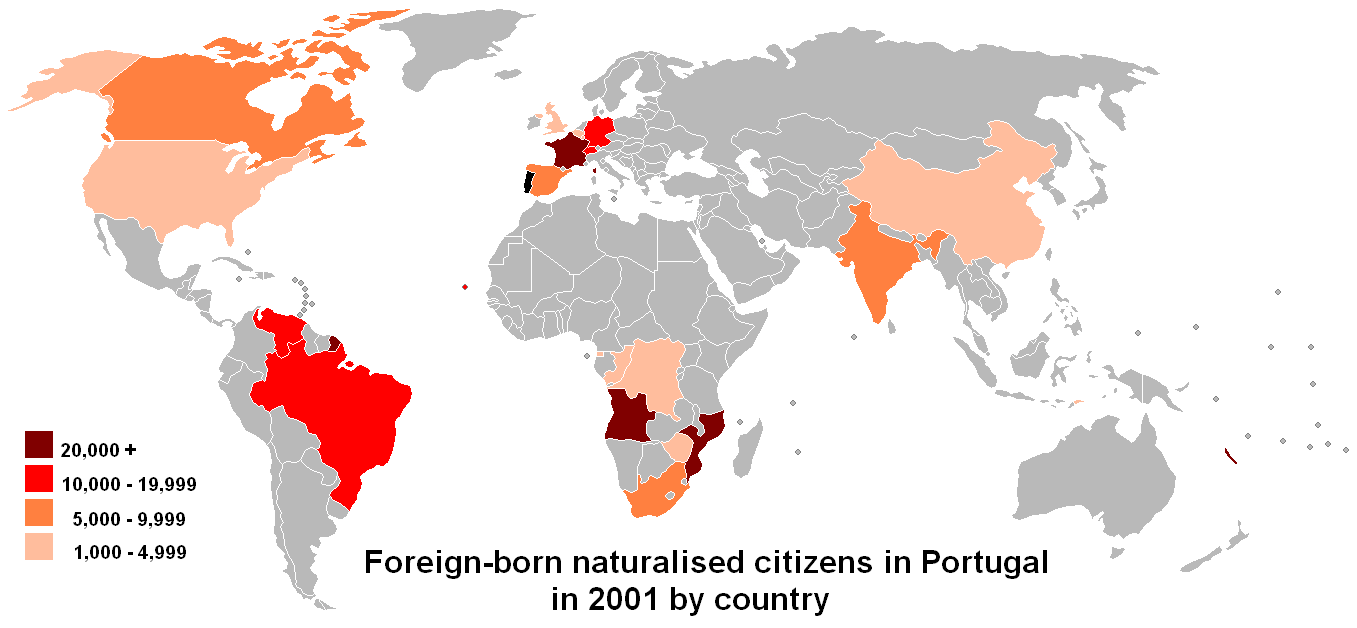
Etrangers natifs naturalisés citoyens au Portugal depuis 2001.

En 1992, 1,3 % de la population était étrangère ; depuis 2007 le nombre a grandi à 4,1 %, soit 435 736 personnes. Ce chiffre exclut un nombre inconnu d'immigrants illégaux.
Depuis l'indépendance des anciennes colonies africaines, le Portugal a connu une immigration constante depuis l'Afrique, plus notablement de Cap-Vert, d'Angola et de Guinée-Bissau, mais aussi de Sao Tomé-et-Principe, du Mozambique et des anciennes Indes portugaises en Asie.
Depuis 1999, le Portugal a connu des vagues d'immigration dues au manque de travail. D'abord venant de l'Europe de l'Est (1999-2002), en deux groupes distinctifs, un slave (Ukraine, Russie et Bulgarie) et un latin de L'Est (Roumanie et Moldavie). Elles se sont arrêtées et ont commencé à décliner à mesure que le marché du travail devenait saturé.
Depuis 2003, la plupart des immigrants viennent du Brésil, de Chine et du Sous-continent indien. Le rassemblement familial a été vu comme important pour une intégration réussie dans le pays, le gouvernement l'a donc facilité, et en 2006 plus de 6 sur 10 nouveaux immigrants étaient des membres de la famille de résidents étrangers réguliers sur le territoire.
Il y a aussi un nombre significatif de résidents de l'Europe de l'Ouest à la recherche d'une meilleure qualité de vie, principalement Britannique, Italien, Français, Espagnol, Allemand et Néerlandais. 
En 2008, SEF, le bureau des étrangers et des frontières a commencé à utiliser un nouveau système d'information intégré, incompatible avec les précédentes statistiques. La population étrangère a grossi de 1 % de 435 736 en 2007 à 440 227. Un immigrant sur quatre est Brésilien
|                      | 1999    | 2007    | 2012    | 2014    | 2015    | 2016    | 2017    | 2018    | 2019    | 2020    | 2021    | 2022    | 2023      |
| -------------------- | ------- | ------- | ------- | ------- | ------- | ------- | ------- | ------- | ------- | ------- | ------- | ------- | --------- |
| Total                | 191 143 | 435 736 | 417 042 | 395 115 | 388 731 | 397 731 | 421 711 | 480 300 | 590 348 | 662 095 | 698 887 | 781 915 | 1 044 238 |
| Brésil               | 20 851  | 66 354  | 105 622 | 87 493  | 82 590  | 81 251  | 85 426  | 105 423 | 151 304 | 183 993 | 204 694 | 239 744 | 368 449   |
| Angola               | 17 721  | 32 728  | 20 366  | 19 710  | 18 247  | 16 994  | 16 854  | 18 382  | 22 691  | 24 449  | 25 802  | 31 761  | 55 589    |
| Cap-Vert             | 43 951  | 63 925  | 42 857  | 40 912  | 38 674  | 36 578  | 34 986  | 34 663  | 37 436  | 36 609  | 34.093  | 36 748  | 48 885    |
| Royaume-Uni          | 13 335  | 23 608  | 16 649  | 16 560  | 17 230  | 19 384  | 22 431  | 26 445  | 34 358  | 46 238  | 41 932  | 45 218  | 47 409    |
| Inde                 | 1 211   | 4 104   | 5 657   | 6 421   | 6 935   | 7 244   | 7 990   | 11 393  | 17 619  | 24 550  | 30 251  | 35 416  | 44 051    |
| Italie               | 2 700   | 5 985   | 5 222   | 5 328   | 6 130   | 8 523   | 12 925  | 18 862  | 25 408  | 28 159  | 30 819  | 34 039  | 36 227    |
| Guinée-Bissau        | 14 217  | 23 733  | 17 759  | 17 981  | 17 091  | 15 653  | 15 198  | 16 186  | 18 886  | 19 680  | 20 357  | 23 737  | 32 535    |
| Népal                |         |         |         | 3 544   | 4 798   | 5 835   | 7 437   | 11 489  | 16 849  | 21 015  | 21 545  | 23 839  | 29 972    |
| Chine                | 2 762   | 10 448  | 17 447  | 21 402  | 21 339  | 22 503  | 23 197  | 25 357  | 27 839  | 26 074  | 22 782  | 22 000  | 27 873    |
| France               | 6 499   | 10 556  | 5 201   | 6 541   | 8 440   | 11 293  | 15 319  | 19 771  | 23 125  | 24 935  | 26 719  | 27 512  | 27 549    |
| Sao Tomé-et-Principe | 4 809   | 10 627  | 10 376  | 10 167  | 9 546   | 8 968   | 8 605   | 9 153   | 10 241  | 10 706  | 11 234  | 13 077  | 26 488    |
| Bangladesh           |         |         |         | 2 074   | 2 571   | 2 799   | 3 450   | 5 325   | 7 964   | 9 916   | 10 936  | 16 468  | 25 665    |
| Ukraine              | 123     | 39 480  | 44 074  | 37 852  | 35 779  | 34 490  | 32 453  | 29 218  | 29 718  | 28 629  | 27 195  | 25 445  | 23 499    |
| Allemagne            | 9 605   | 15 498  | 8 606   | 8 752   | 9 035   | 10 030  | 11 160  | 12 817  | 14 669  | 16 041  | 18 340  | 20 500  | 22 858    |
| Roumanie             | 224     | 19 155  | 35 216  | 31 505  | 30 523  | 30 429  | 30 750  | 30 908  | 31 065  | 30 052  | 28 911  | 23 393  | 20 881    |
| Espagne              | 11 122  | 18 030  | 9 351   | 9 692   | 10 019  | 11 133  | 12 526  | 14 066  | 15 848  | 16 981  | 18 546  | 19 508  | 20 573    |
| Pakistan             |         | 2 371   | 2 425   | 2 785   | 3 042   | 3 175   | 3 380   | 4 373   | 5 310   | 6 381   | 7 499   | 10 828  | 17 148    |
| États-Unis           | 7 975   | 8 264   | 2 426   | 2 726   | 2 619   | 2 705   | 2 888   | 3 254   | 4 134   | 4 768   | 6 885   | 9 794   | 14 126    |
| Pays-Bas             | 3 675   | 6 589   | 4 848   | 5 265   | 5 857   | 6 840   | 7 837   | 8 984   | 10 038  | 10 392  | 11 013  | 12 066  | 13 592    |
| Russie               | 448     | 5 114   | 4 581   | 4 408   | 4 263   | 4 283   | 4 264   | 4 365   | 4 885   | 5 103   | 5 156   | 6 075   | 10 901    |
| Venezuela            |         |         |         | 1 913   | 2 010   | 2 356   | 3 104   | 4 740   | 6 551   | 7 741   | 8 296   | 8 936   | 9 300     |
| Mozambique           | 4 502   | 5 681   | 2 909   | 2 832   | 2 809   | 2 848   | 2 854   | 3 005   | 3 501   | 3 678   | 3 803   | 4 785   | 8 127     |
| Belgique             |         |         |         | 2 105   | 2 388   | 2 853   | 3 508   | 4 147   | 4 781   | 5 183   | 5 657   | 6 088   | 6 723     |
| Suède                |         |         |         | 1 415   | 1 989   | 2 633   | 3 564   | 4 274   | 4 912   | 5 181   | 5 486   | 5 653   | 6 070     |
| Irlande              |         |         |         | 823     | 892     | 1 031   | 1 337   | 1 752   | 2 249   | 2 630   | 3 327   | 4 159   | 5 450     |
| Moldavie             | 3       | 14 053  | 11 503  | 8 460   | 6 948   | 6 125   | 5 210   | 4 834   | 5 098   | 5 183   | 5 177   | 5 243   | 5 156     |
| Pologne              |         |         |         | 1 307   | 1 382   | 1 576   | 1 898   | 2 320   | 2 759   | 3 061   | 3 651   | 4 326   | 4 931     |
| Bulgarie             | 347     | 5 028   | 7 439   | 7 037   | 6 722   | 7 019   | 7 033   | 6 931   | 6 839   | 6 745   | 6 491   | 5 139   | 4 565     |
| Suisse               |         |         |         | 1 104   | 1 263   | 1 557   | 1 841   | 2 190   | 2 582   | 2 877   | 3 179   | 3 501   | 3 836     |
| Maroc                |         |         |         | 1 731   | 1 681   | 1 576   | 1 511   | 1 539   | 1 684   | 1 936   | 2 136   | 2 575   | 3 739     |
| Afrique du Sud       |         |         |         | 620     | 635     | 839     | 1 020   | 1 379   | 1 605   | 1 640   | 1 748   | 2 162   | 3 325     |
| Colombie             |         |         |         | 869     | 907     | 886     | 922     | 973     | 1 264   | 1 466   | 1 690   | 2 135   | 3 092     |
| Sénégal              |         |         |         | 1 629   | 1 515   | 1 356   | 1 241   | 1 248   | 1 446   | 1 537   | 1 673   | 2 014   | 2 571     |
| Turquie              |         |         |         |         |         | 696     | 743     | 1 090   | 1 293   | 1 518   | 1 363   | 1 367   | 2 555     |
| Iran                 |         |         |         |         |         |         | 699     | 838     | 1 099   | 1 281   | 1 431   | 1 797   | 2 456     |
| Canada               |         |         |         |         |         |         | 830     | 882     | 1 012   | 1 098   | 1 271   | 1 624   | 2 200     |
| Thaïlande            |         |         |         | 1 169   | 1 428   | 1 475   | 1 691   | 1 593   | 1 726   | 1 723   | 1 795   | 1 977   | 2 144     |
| Algérie              |         |         |         |         |         |         |         |         |         |         |         | 1 015   | 2 023     |
| Autriche             |         |         |         | 561     | 607     | 757     | 955     | 1 119   | 1 317   | 1 372   | 1 467   | 1 643   | 1 810     |
| Cuba                 |         |         |         | 917     | 901     | 965     | 929     | 975     | 1 116   | 1 199   | 1 264   | 1 483   | 1 807     |
| Danemark             |         |         |         |         |         | 658     | 879     | 979     | 1 165   | 1 333   | 1 528   | 1 583   | 1 800     |
| Argentine            |         |         |         |         |         |         |         |         |         |         |         | 1 079   | 1 633     |
| Philippines          |         |         |         |         |         |         | 763     | 852     | 997     | 1 072   | 1 107   | 1 208   | 1 535     |
| Nigeria              |         |         |         |         |         |         |         |         |         |         |         | 1 050   | 1 478     |
| Hongrie              |         |         |         |         |         |         |         |         |         | 946     | 1 059   | 1 230   | 1 456     |
| Syrie                |         |         |         |         |         |         | 716     | 848     | 1 105   | 1 108   | 1 191   | 1 193   | 1 434     |
| Ouzbékistan          |         |         |         | 1 024   | 992     | 968     | 1 017   | 986     | 1 109   | 1 137   | 1 201   | 1 297   | 1 333     |
| Guinée               |         |         |         | 1 600   | 1 526   | 1 363   | 1 275   | 1 345   | 1 415   | 1 402   | 1 204   | 1 182   | 1 325     |
| Finlande             |         |         |         | 543     | 834     | 998     | 1 163   | 1 263   | 1 271   | 1 152   | 1 157   | 1 210   | 1 300     |
| Timor oriental       |         |         |         |         |         |         |         |         |         |         |         |         | 1 199     |
| Norvège              |         |         |         |         |         |         |         |         |         | 965     | 1 052   | 1 086   | 1 196     |
| Tunisie              |         |         |         |         |         |         |         |         |         |         |         |         | 1 172     |
| Équateur             |         |         |         |         |         |         |         |         |         |         |         |         | 1 146     |
| Lituanie             |         |         |         |         |         |         |         |         |         |         |         | 1 006   | 1 134     |
| Grèce                |         |         |         |         |         |         |         |         |         |         |         |         | 1 134     |
| Liban                |         |         |         |         |         |         |         |         |         |         |         |         | 1 116     |
| Biélorussie          |         |         |         |         |         |         |         |         |         |         |         |         | 1 077     |
| Viêt Nam             |         |         |         |         |         |         |         |         |         |         |         |         | 1 052     |
| Indonésie            |         |         |         |         |         |         |         |         |         |         |         |         | 1 031     |
| Égypte               |         |         |         |         |         |         |         |         |         |         |         |         | 1 007     |

|                      | 2008   | 2011   | 2014   | 2015   | 2016   | 2017   | 2020   | 2021   | 2022   |
| -------------------- | ------ | ------ | ------ | ------ | ------ | ------ | ------ | ------ | ------ |
| Total                | 22 408 | 23 238 | 21 124 | 20 396 | 25 104 | 18 022 | 32 147 | 24 516 | 20 844 |
| Brésil               | 4 080  | 5 352  | 4 656  | 6 394  | 7 804  | 6 084  | 10 109 | 7 736  | 6 404  |
| Cap-Vert             | 6 013  | 3 502  | 3 200  | 2 854  | 3 607  | 2 591  | 4 701  | 2 913  | 2 225  |
| Ukraine              | 484    | 2 336  | 3 310  | 2 895  | 3 240  | 1 909  | 2 111  | 1 603  | 1 797  |
| Angola               | 2 075  | 1 870  | 1 630  | 1 316  | 1 507  | 1 225  | 2 118  | 1 587  | 1 598  |
| Népal                |        |        | 53     | 102    | 293    | 319    | 1 249  | 1 406  | 1 215  |
| Inde                 |        | 860    | 490    | 454    | 1 002  | 693    | 1 326  | 1 113  | 1 104  |
| Guinée-Bissau        | 2 754  | 1 815  | 1 915  | 1 676  | 1 884  | 1 226  | 2 257  | 1 304  | 1 095  |
| Israël               |        |        |        |        |        | 2      | 742    | 1 013  | 668    |
| Sao Tomé-et-Principe | 1 391  | 1 156  | 938    | 809    | 1 061  | 753    | 1 271  | 732    | 640    |
| Bangladesh           |        |        |        |        |        | 189    | 678    | 788    | 528    |
| Venezuela            |        |        |        |        |        | 90     | 449    | 406    | 427    |
| Pakistan             |        |        |        |        |        | 239    | 688    | 507    | 422    |

### Émigration et diaspora portugaise
La population portugaise et de descendance portugaise dans le monde est évaluée à plus de 82 millions de personnes. Après l'émigration d'un demi-million de personnes entre 2010 et 2015 durant la crise économique, le gouvernement a mis en place un programme d'aide financière au retour qui touche quelques milliers de personnes en 2019-2020

## Discrimination et lois
Les lois anti-racistes interdisent et pénalisent les discriminations raciales dans les services domestiques, commerciaux et de santé. Approximativement 332 137 (en 2007) immigrants légaux vivaient dans le pays, représentant environ 5 % de la population. Le pays a aussi une population rom (gypsy) d'environ 40 000 personnes.
La discrimination contre les personnes handicapées dans les domaines du travail, de l'éducation, de l'accès à la santé, ou dans les autres services de l’État est illégale. La loi exige l'accès aux bâtiments publics et aux bâtiments nouvellement construits pour ces personnes.

## Orientation sexuelle
L'homosexualité a été décriminalisée en 1982. Les unions civiles de personnes du même sexe avec des droits limités ont été introduites au Portugal le 15 mars 2001 ; des droits plus grands ont été accordés en 2006. En mai 2010, le président de la république signe un amendement au mariage homosexuel dans la loi, faisant du Portugal le sixième pays dans l'UE et le huitième dans le monde à autoriser les mariages homosexuels. En 2016 le Portugal légalise l'adoption d'enfants par les couples homosexuels et élargit la procréation médicalement assistée pour les couples de lesbiennes. Le Portugal est l'un des rares pays dans le monde, et l'un des premiers, à posséder des lois contre la discrimination dans la plupart des domaines du droit : dans la constitution (la discrimination basée sur l'orientation sexuelle est interdite par la loi), dans le code pénal aussi bien que dans le code du travail.

## Religion
La grande majorité de la population portugaise appartient à l'Église catholique. L'observance de la religion reste sensiblement fort dans les zones du nord, avec la population de Lisbonne et des zones du sud généralement moins dévotes. Les minorités religieuses incluent un petit peu plus de 300 000 Protestants. Il y a aussi environ 50 000 musulmans et 10 000 hindous. La plupart d'entre eux viennent de Goa, une ancienne colonie portugaise

## Sources
1. ↑  Indicateurs du World-Factbook publié par la CIA.
2. ↑  Le taux de variation de la population 2018 correspond à la somme du solde naturel 2018 et du solde migratoire 2018 divisée par la population au 1er janvier 2018.
3. ↑  Indicateurs du World-Factbook publié par la CIA.
4. ↑  L'indicateur conjoncturel de fécondité (ICF) pour 2018 est la somme des taux de fécondité par âge observés en 2018. Cet indicateur peut être interprété comme le nombre moyen d'enfants qu'aurait une génération fictive de femmes qui connaîtrait, tout au long de leur vie féconde, les taux de fécondité par âge observés en 2018. Il est exprimé en nombre d’enfants par femme. C’est un indicateur synthétique des taux de fécondité par âge de 2018.
5. ↑  Indicateurs du World-Factbook publié par la CIA.
6. ↑   Le taux de natalité 2018 est le rapport du nombre de naissances vivantes en 2018 à la population totale moyenne de 2018.
7. ↑  Indicateurs du World-Factbook publié par la CIA.
8. ↑   Le taux de mortalité 2018 est le rapport du nombre de décès, au cours de 2018, à la population moyenne de 2018.
9. ↑  Indicateurs du World-Factbook publié par la CIA.
10. ↑  Le taux de mortalité infantile est le rapport entre le nombre d'enfants décédés à moins d'un an et l'ensemble des enfants nés vivants.
11. ↑  L'espérance de vie à la naissance en 2018 est égale à la durée de vie moyenne d'une génération fictive qui connaîtrait tout au long de son existence les conditions de mortalité par âge de 2018. C'est un indicateur synthétique des taux de mortalité par âge de 2018.
12. ↑  L'âge médian est l'âge qui divise la population en deux groupes numériquement égaux, la moitié est plus jeune et l'autre moitié est plus âgée.
13. 1 2  « Évolution de la population - Bilan démographique et taux bruts au niveau national », sur appsso.eurostat.ec.europa.eu (consulté le 30 novembre 2017).
14. ↑  « Il y aura 8,8 milliards d'humains en 2100, selon une nouvelle étude », Le Temps,‎ 15 juillet 2020 (ISSN 1423-3967, lire en ligne, consulté le 17 août 2020).
15. ↑  « Indicateur conjoncturel de fécondité »(Archive.org • Wikiwix • Archive.is • Google • Que faire ?), sur ec.europa.eu (consulté le 30 novembre 2017).
16. ↑  « Population Projections Data »(Archive.org • Wikiwix • Archive.is • Google • Que faire ?), sur ec.europa.eu (consulté le 1er décembre 2017).
17. ↑  « Population au 1er Janvier par âge, sexe et type de projection », sur appsso.eurostat.ec.europa.eu (consulté le 30 novembre 2017).
18. 1 2  Fernando Nunes da Silva (2005), Alta Velocidade em Portugal, Desenvolvimento Regional, CENSUR, IST
19. ↑  UMA POPULAÇÃO QUE SE URBANIZA, Uma avaliação recente - Cidades, 2004 Nuno Pires Soares, Instituto Geográfico Português (Institut Géographique du Portugal)
20. ↑  (pt) População Estrangeira em Território Nacional, SEF, 2008, pdf (lire en ligne).
21. ↑  Imigração: Novos imigrantes legais em Portugal aumentaram 50 % em 2006 - OCDE - RTP.pt
22. ↑  Um em cada quatro imigrantes é de nacionalidade brasileira - Diário de Notícias
23. ↑  http://sefstat.sef.pt/Docs/Rifa%202012.pdf
24. ↑  http://sefstat.sef.pt/Docs/Rifa_2014.pdf
25. ↑  http://sefstat.sef.pt/Docs/Rifa_2015.pdf
26. ↑  http://sefstat.sef.pt/Docs/Rifa2016.pdf
27. ↑  http://sefstat.sef.pt/Docs/Rifa2017.pdf
28. ↑  http://sefstat.sef.pt/Docs/Rifa2018.pdf
29. ↑  http://sefstat.sef.pt/Docs/Rifa2019.pdf
30. ↑  https://sefstat.sef.pt/Docs/Rifa2020.pdf
31. ↑  https://sefstat.sef.pt/Docs/Rifa2021.pdf
32. ↑  « Portal de Estatística », sur sef.pt (consulté le 11 octobre 2023).
33. ↑  https://aima.gov.pt/pt/noticias/aima-publica-relatorio-de-migracoes-e-asilo-2023
34. ↑  « Statistics Portugal - Web Portal », sur ine.pt (consulté le 16 février 2021).
35. ↑  « Database - Eurostat », sur ec.europa.eu (consulté le 16 février 2021).
36. ↑  Céu Neves, « À la reconquête des émigrés », Courrier International, no 1528,‎ 13 février 2020, p. 24, traduit d'un article publié le 16 janvier dans Diário de Notícias.
37. ↑  « Le Parlement portugais autorise l’adoption par les couples homosexuels », Le Monde.fr,‎ 10 février 2016 (ISSN 1950-6244, lire en ligne, consulté le 15 juin 2016).
38. ↑  « Portugal : le président dit "non" à la GPA mais "oui" à la PMA », sur TÊTU, 10 juin 2016 (consulté le 15 juin 2016).